# Torenia flava
Torenia flava är en tvåhjärtbladig växtart som beskrevs av Buch.-ham. och George Bentham. Torenia flava ingår i släktet Torenia och familjen Linderniaceae. Inga underarter finns listade i Catalogue of Life.